# Barry Miller
Barry Miller (Los Angeles, 6 febbraio 1958) è un attore statunitense.
Figlio degli attori Sidney Miller e Iris Burton.

## Filmografia parziale

### Cinema
- La febbre del sabato sera (Saturday Night Fever), regia di John Badham (1977)
- Saranno famosi (Fame), regia di Alan Parker (1980)
- Gli eletti (The Chosen), regia di Jeremy Kagan (1981)
- Il viaggio di Natty Gann (The Journey of Natty Gann), regia di Jeremy Kagan (1985)
- Peggy Sue si è sposata (Peggy Sue Got Married), regia di Francis Ford Coppola (1986)
- Il siciliano, regia di Michael Cimino (1987)
- L'ultima tentazione di Cristo (The Last Temptation of Christ), regia di Martin Scorsese (1988)
- Un amore passeggero (Love at Large), regia di Alan Rudolph (1990)
- Buona fortuna, Mr. Stone (The Pickle), regia di Paul Mazursky (1993)
- Love Affair - Un grande amore (Love Affair), regia di Glenn Gordon Caron (1994)
- Flawless - Senza difetti (Flawless), regia di Joel Schumacher (1999)
- Patto con il diavolo (Shortcut to Happiness), regia di Alec Baldwin (2003)

### Televisione
- Le strade di San Francisco (The Streets of San Francisco) - serie TV, 1 episodio (1975)
- Kojak - serie TV, episodio 5x04 (1977)
- Ai confini della realtà (The Twilight Zone) - serie TV, 1 episodio (1986)
- E giustizia per tutti (Equal Justice) – serie TV (1990-1991)
- The Practice - Professione avvocati (The Practice) – serie TV (1997)
- Ally McBeal - serie TV, episodio 1x19 (1998)

## Doppiatori italiani
Nelle versioni in italiano delle opere in cui ha recitato, Barry Miller è stato doppiato da:
- Massimo Giuliani in Saranno famosi, Peggy Sue si è sposata
- Massimo De Ambrosis in E giustizia per tutti, Buona fortuna, Mr. Stone
- Claudio Sorrentino in La febbre del sabato sera
- Massimo Lodolo ne Il viaggio di Natty Gann
- Tonino Accolla in L'ultima tentazione di Cristo
- Antonio Sanna in Love Affair - Un grande amore
- Mino Caprio in The Practice - Professione avvocati
- Raffaele Palmieri in Patto con il diavolo
- Corrado Conforti in La febbre del sabato sera (ridoppiaggio)